# Hermes-Sojitz
Инвестиционный фонд Hermes-Sojitz — международный альянс азиатских и европейских акционеров, специализирующихся на прямых инвестициях в Азию, Африку и Россию.

## О фонде
Фонд ориентируется на развивающиеся рынки и инвестирует в разработку месторождений полезных ископаемых в нефтегазовой и металлургической отраслях, а также девелопмент и пищевую промышленность.
В Азии фонд инвестирует в сегмент коммерческой недвижимости: строительство гостиниц и бизнес-центров. На африканском континенте инвестиции фонда направлены на разработку и добычу полезных ископаемых, пищевую промышленность и девелопмент, преимущественно в строительство торговых комплексов. В Европе Hermes-Sojitz реализует инвестиционные проекты в отельном бизнесе. В России фонд инвестирует в пищевую промышленность и рассматривает предложения по выходу на российский рынок недвижимости (гостиничные и торговые комплексы).
Фонд действует согласно принципам социально-ответственного и экологического инвестирования, которое подразумевают создание оптимальной социальной базы для развития проектов, заботу об окружающей среде и учет интересов местного населения.
Для усиления российского направления в 2013 году в России было открыто представительство фонда Hermes-Sojitz в Москве под руководством Олега Янтовского. В 2015 году центральный европейский офис перемещен в Италию.

## История
2012 год — начало разработки месторождений полезных ископаемых. Геологические изыскания фонда базируются на поиске и разведке месторождений углеводородного сырья и гематита (железной руды) на территории Западной Африки.
2013 год — открытие представительства фонда Hermes-Sojitz в России. В рамках саммита G20 достигнуты договоренности об инвестировании в Западную Африку.
2014 год — начало реализации масштабной инвестиционной программы по развитию рыбоперерабатывающей отрасли в Западной Африке, включающей строительство четырех комплексов по переработке рыбы. Общий объем вложений составляет 170 млн.евро.
2014 год — фонд Hermes-Sojitz финансирует модернизацию технологического оборудования рыбоперерабатывающего предприятия ГК «Карельский комбинат» — единственного производителя сурими в промышленных масштабах на территории Северо-Западного Федерального округа России. В результате производственные мощности предприятия увеличатся до 2 — 2,5 тыс. тонн продукции в месяц.
2014 год — начало работы над новейшим интернациональным показателем готовности стран мира к развитию промышленных проектов с соблюдением экологических норм — Eco Investment Index (ECI).
2014 год — запуск девелоперского направления комплексного развития территорий в Западной Африке. Портфель инвестиций представлен в сфере жилой и коммерческой недвижимости премиум и бизнес-класса: многофункциональный небоскреб высотой в 65 этажей, 25-этажный жилой комплекс и торгово-развлекательный центр площадью более 100 000 кв. м.
2014 год — в связи с решением инвестиционной компании Blackstone Group, ЕБРР и IFC приостановить работу в России фонд Hermes-Sojitz рассматривает возможность финансирования этих проектов на ее территории.
2015 год — совет директоров фонда закрепляет за офисом в Италии статус центрального в Европейской части.
2015 год — открытие первого комплекса, специализирующегося на производстве сурими в Западной Африке.
2015 год — фонд прямых инвестиций Hermes-Sojitz приобрел долю российского рыбоперерабатывающего предприятия ГК «Карельский комбинат». Фонду принадлежит пакет акций в размере 22 %. Точная сумма сделки не сообщается, но известно, что она составила не менее 10 млн долларов. Фонд вложил более 900 млн рублей в модернизацию рыбоперерабатывающего комплекса ГК «Карельский комбинат». По завершении модернизации «Карельский Комбинат» планирует расширить своё присутствие на отечественном рынке в сегменте сурими-продуктов и рыбного фарша с 20 % до 25 %, а в 2017 году выйти на уровень 35 %.
2015 год — фонд объявил об инвестировании порядка 55 млн евро в строительство на юге Карелии гостиничного комплекса с яхт-клубом. По словам инвесторов, прибрежную зону территории комбината перепрофилируют под туристический комплекс под названием Scandic Regatta, на территории которого разместится отель, яхт-клуб и оздоровительный SPA центр.
2015 год — в интервью журналу «Управление бизнесом» Олег Янтовский заявил о том, что фонд проявляет интерес к приобретению зданий в исторических частях Петербурга и Москвы, а также торговых и выставочных комплексов с целью инвестирования. Помимо этого, фонд ведет разработки в области робототехники для промышленных предприятий.
В 2016 году фонд принял решение о реализации проекта по запуску сети бутик-отелей в северной части Италии. Новая сеть будет включать в себя 17 эксклюзивных отелей, вместимостью от 25-50 номеров. Запуск сети запланирован на конец 2017 года.
Во втором квартале 2016 года фонд Hermes-Sojitz совершил сделку по продаже 60,3 % акций компании Sinopac, которая занимается разработкой и добычей редкоземельных металлов на территории Африки. Покупатель активов не раскрывается. Стоимость сделки составила $340 млн.